# Вольная борьба на Играх доброй воли 1994
Соревнования по вольной борьбе на Играх доброй воли 1994 года прошли в Санкт-Петербурге. Соревнования проходили только среди мужчин. Были разыграны 10 комплектов наград.

## Медалисты
| Весовая категория | Золото                     | Серебро                      | Бронза                            |
| ----------------- | -------------------------- | ---------------------------- | --------------------------------- |
| до 48 кг          | Вугар Оруджев · Россия     | Виктор Ефтени · Украина      | Алексис Вила Пердомо · Куба       |
| до 52 кг          | Зик Джонс · США            | Джон Али Хосронеджад · Иран  | Иван Цонов · Болгария             |
| до 57 кг          | Исмаил Цурначи · Турция    | Багаудин Умаханов · Россия   | Брэд Пенрит · США                 |
| до 62 кг          | Магомед Азизов · Россия    | Карлос Ортис Кастильо · Куба | Рамиль Исламов · Узбекистан       |
| до 68 кг          | Таунсенд Сондерс · США     | Вадим Богиев · Россия        | Роман Мотрович · Украина          |
| до 74 кг          | Насыр Гаджиханов · Россия  | Дейв Шульц · США             | Альберто Родригес Эрнандес · Куба |
| до 82 кг          | Расул Катиновасов · Россия | Ибрахим Алкан · Турция       | Кевин Джексон · США               |
| до 90 кг          | Махарбек Хадарцев · Россия | Мелвин Дуглас · США          | Сослан Фраев · Россия             |
| до 100 кг         | Давид Мусульбес · Россия   | Марк Керр · США              | Ахмед Догу · Турция               |
| до 130 кг         | Заза Турманидзе · Грузия   | Андрей Шумилин · Россия      | Брюс Баумгартнер · США            |